# Mausom
Mausom (en francès Mouzon) és un municipi francès situat al departament del Charente i a la regió de la Nova Aquitània. L'any 2007 tenia 147 habitants.

## Demografia

### Població
El 2007 la població de fet de Mouzon era de 147 persones. Hi havia 60 famílies de les quals 21 eren unipersonals (17 homes vivint sols i 4 dones vivint soles), 22 parelles sense fills i 17 parelles amb fills.
La població ha evolucionat segons el següent gràfic:
Habitants censats

### Habitatges
El 2007 hi havia 118 habitatges, 69 eren l'habitatge principal de la família, 19 eren segones residències i 30 estaven desocupats. 116 eren cases i 1 era un apartament. Dels 69 habitatges principals, 61 estaven ocupats pels seus propietaris, 3 estaven llogats i ocupats pels llogaters i 5 estaven cedits a títol gratuït; 14 tenien tres cambres, 27 en tenien quatre i 28 en tenien cinc o més. 64 habitatges disposaven pel capbaix d'una plaça de pàrquing. A 31 habitatges hi havia un automòbil i a 29 n'hi havia dos o més.

### Piràmide de població
La piràmide de població per edats i sexe el 2009 era:
| Homes | Edats   | Dones |
| ----- | ------- | ----- |
| 0     | 95 o +  | 0     |
| 0     | 90 a 94 | 0     |
| 4     | 85 a 89 | 4     |
| 0     | 80 a 84 | 0     |
| 0     | 75 a 79 | 8     |
| 8     | 70 a 74 | 4     |
| 8     | 65 a 69 | 12    |
| 0     | 60 a 64 | 0     |
| 8     | 55 a 59 | 0     |
| 0     | 50 a 54 | 0     |
| 0     | 45 a 49 | 0     |
| 16    | 40 a 44 | 8     |
| 4     | 35 a 39 | 4     |
| 0     | 30 a 34 | 4     |
| 4     | 25 a 29 | 4     |
| 4     | 20 a 24 | 0     |
| 12    | 15 a 19 | 8     |
| 0     | 10 a 14 | 0     |
| 8     | 5 a 9   | 0     |
| 0     | 0 a 4   | 8     |

## Economia
El 2007 la població en edat de treballar era de 95 persones, 49 eren actives i 46 eren inactives. De les 49 persones actives 45 estaven ocupades (27 homes i 18 dones) i 4 estaven aturades (3 homes i 1 dona). De les 46 persones inactives 25 estaven jubilades, 9 estaven estudiant i 12 estaven classificades com a «altres inactius».

### Ingressos
El 2009 a Mouzon hi havia 60 unitats fiscals que integraven 127 persones, la mediana anual d'ingressos fiscals per persona era de 11.258 €.

### Activitats econòmiques
Dels 9 establiments que hi havia el 2007, 2 eren d'empreses de fabricació d'altres productes industrials, 2 d'empreses de construcció, 3 d'empreses de comerç i reparació d'automòbils, 1 d'una empresa d'informació i comunicació i 1 d'una empresa de serveis.
Els 2 serveis als particulars que hi havia el 2009 eren paletes.
L'any 2000 a Mouzon hi havia 16 explotacions agrícoles que ocupaven un total de 610 hectàrees.

## Poblacions més properes
El següent diagrama mostra les poblacions més properes.